# Bruno Galler
Bruno Galler (Untersiggenthal, 21 de outubro de 1946) é um professor e ex-árbitro de futebol suíço. Galler, em sua carreira como árbitro, apitou partidas da Copa do Mundo FIFA de 1982 e do Campeonato Europeu de Futebol de 1988, a final da Taça dos Clubes Vencedores de Taças de 1990 e a final do Campeonato Europeu de Futebol de 1992.